# Retro Studios
A Retro Studios, Inc. egy amerikai videójáték fejlesztő, a Nintendo leányvállalata a Texasi Austinban. A stúdió leginkább a Metroid Prime és a Donkey Kong Country játéksorozatokhoz készített munkáiról, valamint más Nintendo által fejlesztett projektekben való közreműködéseiről – mint például a Metroid Prime Hunters vagy a Mario Kart 7 – ismert.
A Retro Studios-t 1998. szeptember 21-én alapították, mint szövetség a Nintendo és az Iguana Entertainment alapítója, Jeff Spangenberg között, azzal a céllal, hogy az akkor következő Nintendo konzolra, a GameCube-ra fejlesszenek játékokat az idősebb közönségnek. A cég kezdetben négy játékot fejlesztett, de mindet leállították, hogy a Retro a Metroid Prime-ra összpontosíthasson, ami az első, nem Japánban fejlesztett Metroid játék volt. A játék sikerét követően, a Retro Studios két folytatást készített, valamint később ők indították újra a Donkey Kong játéksorozatot, a Donkey Kong Country Returns címmel.

## Történelem

### 1998-2002: Alapítás és aMetroid Prime
A Retro Studiost 1998. szeptember 21-én alapították, mint egy szövetség a Nintendo és az ipar veterán Jeff Spangenberg között. Ezt követően Spangenberg elindította a céget otthonából október 1-én használva a tőkéjét, amit a korábbi vállalkozásai, beleértve az Iguana Entertainment által hozott létre. A Nintendo lehetőséget látott abban, hogy egy új stúdió készítsen játékokat az akkor közelgő GameCube konzolra megcélozva az idősebb korosztályt, hasonlóan az Iguana Entertainment sikeres Nintendo 64-es Turok sorozatához. 1998 végén a Retrónak még négy fontos embere volt, majd 1999 elején irodát nyitották a Texasi Austinban, egy 25 fős személyzettel, akik között több korábbi Iguana alkalmazott is volt. Annak ellenére, hogy nem tudtak hozzáférni a GameCube fejlesztői eszközökhöz, a stúdió rögtön elkezdett dolgozni négy GameCube projekten: egy címnélküli akció-kalandjáték (munkacíme Action-Adventure volt), egy közúti harcolós játék, aminek a munkacíme Car Combat (más néven Thunder Rally) volt, egy amerikai foci szimulátor NFL Retro Football címmel, és egy szerepjátékot Raven Blade címmel. A fejlesztések kezdetekor már 120 alkalmazottjuk volt. A cég a produkció során folytatta a terjeszkedést, és végül több mint 200 alkalmazottjuk volt.
A munkakörnyezet zavaros volt, a fejlesztés elmaradt a menetrendtől és a Nintendo vezetői arra panaszkodtak, hogy milyenek lettek a játékok. 2000-ben a producer Mijamoto Sigeru meglátogatta a stúdiót. A játékokban csalódott, kivéve az Action-Adventure játékmotorjának demonstrációjában, ami miatt Mijamoto azt javasolta a Retrónak, hogy ezt a motort kellene használniuk egy új Metroid játékhoz. Röviddel a 2000-es Nintendo Space World konferencia előtt a Nintendo megadta a Retrónak a jogot, hogy megcsinálják a Metroid Prime-ot és a Retro áthelyezte az Action-Adventure minden fejlesztési forrását az új játékba.
A Retro végül elkaszálta minden más projektjét, hogy egyedül a Metroid Prime-ra összpontosíthassanak. 2001 februárjában a társaság végzett az NFL Retro Football és a Thunder Rally fejlesztésével, elbocsátva 20 alkalmazottat. Habár a Retro demonstrálta a Raven Blade-t a 2001-es E3-on, a fejlesztői csapatot technikai gondok gyötörték. 2001 júliusában a Retro elkaszálta a projektet, megtartván kilenc csapattagot, hogy dolgozzanak a Metroid Prime-on.
2002. május 2-án a Nintendo megszerezte a Nintendo a Retro Studiost Spangenbergtől 1 millió dollárért, és átsorolták a céget egy első fél fejlesztővé és a Nintendo divíziójának.
A Metroid Prime fejlesztésének utolsó kilenc hónapjában, a Retro személyzete 80-100 órás munkahetekben dolgozott, hogy elérjék az utolsó mérföldkövet. A problémás fejlesztési ciklus és rajongók kezdeti szkepticizmusa ellenére a játékot 2002. november 17-én adták ki Észak-Amerikában, kritikai elismerésnek és kereskedelmi sikernek, eladván több mint két millió példányt világszerte.

### 2003-2009: AMetroid Primetrilógia
A Metroid Prime kritikai és kereskedelmi sikere után, a Nintendo arra kérte fel a Retro Studiost, hogy csináljanak egy folytatást. A fejlesztők úgy döntöttek, hogy nem használják újra az első játék funkcióit a Metroid Prime 2: Echoes készítése során, és ehelyett új hangmodelleket, fegyvereffekteket, és művészeti dizájnokat használtak. A játékba szintén került egy többjátékos mód is. 2003 áprilisában Steve Barcia elhagyta a céget. A cég új elnöke a Nintendo munkatársa Michael Kelbaugh lett, és a mai napig övé ez az állás. A Retro megpróbált több extrát is belerakni, mint például a Super Metroid rejtett változatát, de a rövid fejlesztési időszak miatt ez nem valósult meg. A producer Tanabe Kenszuke később felfedte egy interjúban, hogy a játéknak csak 30 százaléka készült el három hónappal a szigorú határidő előtt, ugyanis a Nintendo a játék kiadását a 2004-es karácsonyi szezonra tervezte. Habár a Metroid Prime 2: Echoes pozitív kritikákat kapott, ugyanakkor kritizálták a magas nehézség szint miatt. Az Echoes eladásai alacsonyabbak voltak, mint az első Prime-nak, csak 800 ezer példány kelt el.
Ezután a Retro Studiost a Metroid Prime sorozat következő játékának, a Metroid Prime 3: Corruption elkészítésével bízták meg. A Retro a Metroid Prime 3: Corruptionnek nagyobb környezetet kívánt adni, mint a Metroid Prime 2: Echoesnak. A fejlesztők szintén kívánták használni a WiiConnect24 funkciót, hogy további tartalmakat adjanak a játékba, amik az internetről lennének elérhetőek. A Retro bejelentette, hogy a Corruption volna a Prime sorozat befejező fejezete, és egy történet a „befejezésről szól, elmesélve egy epikus harc hátterében”. A Wii Remote felfedése után a Nintendo demonstrálta, hogy a Metroid Prime 3, hogyan használná ki a kontroller különleges funkcióit, az Echoes Wii-re módosított változatával, a 2005-ös Tokyio Game Shown. Eredetileg a Wii egyik induló címének tervezték, de a játékot többször is elhalasztották, majd végül 2007 augusztusában adták ki, és pozitív kritikákat kapott, valamint több mint 1,6 millió példányban kelt el világszerte.
Mivel a Retro elfoglalt volt a Prime folytatásaival, passzolták a Nintendo DS-es Metroid Prime Hunterst. A játékot végül a Nintendo Software Technology (NST) fejlesztette, a Retróval szorosan dolgoztak együtt a játék rajzainak és karaktereinek megtervezésén, hogy biztosak legyenek abban, hogy beleilljenek az egész Metroid sorozatba.

### 2010- napjainkig:Donkey Kong Countrysorozat,Metroid Prime 4, és más projektek
2008 áprilisában a Retrótól eltávozott három kulcsfontosságú fejlesztő: a tervező Mark Pacini, a művészeti rendező Todd Keller, és a fő technológiai mérnök Jack Matthews, akik megalakították saját cégüket, az Armature Studiót. Ekkoriban Mijamoto Sigeru megkérte producer társát Tanabe Kenszukét, hogy javasoljon egy stúdiót egy új Donkey Kong játék fejlesztéséhez, és Tanabe a Retrót javasolta. Kelbaugh már dolgozott a Donkey Kong Country sorozaton, amikor még a Nintendo of Americánál volt, és érdeke volt a franchise folytatásában. A Retro elfogadta a feladatot, és így elkezdték a Donkey Kong Country Returns fejlesztését. A New Super Mario Bros.-höz hasonlóan, a játékot azzal a céllal fejlesztették, hogy a játékosban nosztalgikus érzést idézzen művészeti stílusával és hangjával, miközben megpróbál új játékmeneti élményt nyújtani. A Returns teljesen polygonos 3D-s grafikát használ, és háromszor több textúrája és polygonja volt, mint a Corruptionnek, valamint hat hónap alatt írták újra a játék eszközeinek és motorjának két harmadát a programozók. A fejlesztés 2010 elején gyorsult fel, és a projekt „kezdett játékként összetapadni” az év E3-jának idején, amikor hivatalosan bejelentették a sajtónak. Habár a játék kiadását az év őszére ütemezték, a csapatnak még mindig meg kellett csinálnia vagy csiszolgatnia a 70 pályát.
A 2011-es E3-on a Nintendo Fejlesztői Kerekasztalán be lett jelentve, hogy a Retro Studios részt vesz a Nintendo 3DS-es Mario Kart 7 fejlesztésében. Először a Retro eszközökkel járult volna hozzá az egyik Donkey Kong-témájú pályához, de a szám tizenhat pálya díszletévé fejlődött a fejlesztés vége felé, ugyanis a Nintendo EAD személyzete más projekteken kezdett el dolgozni és így a játék nem készült volna el a 2011 decemberi határidőre.
2012-ben kiderült, hogy a Retro Studios hozzáfért egy Wii U-s fejlesztői készlethez, és állítólag egy Wii U-s játékon dolgoznak. Mijamoto azt mondta, hogy szerette volna, ha a The Legend of Zelda egyik részén dolgozna a Retro Studiosszal; ugyanakkor azt is mondta, hogy az a játék, amin a Retro Studios dolgozik, annak nincs köze a Zeldához. A 2012-es E3-on, a Nintendo of America elnöke Reggie Fils-Aimé azt mondta az IGN-nek egy interjúban, hogy a Retro „keményen dolgozik” egy cím nélküli Wii U-s projekten.
2014. február 28-án Tanabe Kenszuke bejelentette, hogy a Retro Studios egy új játékon dolgozik, 
amiről a vezérigazgató Michael Kelbaugh azt vallotta, hogy a fejlesztés hónapokkal a Tropical Freeze befejezése előtt kezdődött meg. Ugyanakkor 2015 augusztusában, egy interjúban a Metroid Prime: Federation Force-ról, Tanabe azt mondta, hogy nem teljesen biztos arról, hogy min dolgozik a Retro Studios, benyomást hagyva arról, hogy ő többé már nincs bevonva az ők be nem jelentett projektjükbe.
A Nintendo 2017 júniusában az E3-on bejelentették a Metroid Prime 4-et, csak a logót mutatva. Röviddel a bejelentés után Bill Trinen, a Nintendo of America termékmarketing igazgatója megerősítette, hogy a Prime 4-et nem a Retro Studios, a korábbi Metroid Prime játékok fejlesztő stúdiója fejleszti, de a producer továbbra is Tanabe Kenszuke lesz majd. 2018-ban az Eurogamer azt jelentette, hogy a Prime 4-et a szingapúri Bandai Namco Studios fejleszti. Ugyanakkor 2019. január 25-én a Nintendo EPD főigazgatója, Takahasi Sinja egy videóban bejelentette, hogy a Metroid Prime 4-et elhalasztották, és újrakezdték a fejlesztést a Retro Studiosszal. Takahasi azt mondta, hogy az előző stúdió fejlesztése nem ért fel a Nintendo elvárásaihoz. A Nintendo részvényei 2,8 százalékot zuhant a bejelentést követő héten.

## Játékok
| Cím                                  | Műfaj                     | Platform(ok)            | Kiadás éve  |
| ------------------------------------ | ------------------------- | ----------------------- | ----------- |
| Metroid Prime                        | akció-kaland              | GameCube                | 2002        |
| Metroid Prime 2: Echoes              | akció-kaland              | GameCube                | 2004        |
| Metroid Prime Pinball                | flipper                   | Nintendo DS             | 2005        |
| Metroid Prime Hunters                | akció-kaland              | Nintendo DS             | 2006        |
| Metroid Prime 3: Corruption          | akció-kaland              | Wii                     | 2007        |
| Metroid Prime: Trilogy               | Összeállítás akció-kaland | Wii                     | 2009        |
| Donkey Kong Country Returns          | platformer                | Wii                     | 2010        |
| Mario Kart 7                         | Racing                    | Nintendo 3DS            | 2011        |
| Donkey Kong Country: Tropical Freeze | platformer                | Wii U / Nintendo Switch | 2014 / 2018 |
| Metroid Prime 4                      | akció-kaland              | Nintendo Switch         | TBA         |

### Elkaszált projektek
| Cím                                     | Műfaj                 | Platform(ok) | Részletek |
| --------------------------------------- | --------------------- | ------------ | --- |
| Action-Adventure (munkacím)             | akció-kaland          | GameCube     | A játék inkább koncepciós alkotásokból és egy minta first-person motorból állt az elkaszálása előtt, de nyilvánvalóan ez inspirálta Mijamoto Sigerut, hogy a Retrónak adja a Metroid licenszet. A fejlesztőcsapat átállt a Metroid Prime készítésére. |
| NFL Retro Football                      | Sport                 | GameCube     | A játéktervezők eredetileg egy Mario Football játékot akartak csinálni, de a Nintendo ragaszkodott ahhoz, hogy egy realisztikus szimulátor legyen NFL licencszel, mert a Retrónak a szándéka az volt, hogy érett játékokat csináljon. A játékot 2001 februárjában kaszálták el. Egyik lehetséges oka az volt, hogy az Electronic Arts és a Sega hozzájárult a Madden NFL és a NFL 2K GameCube-ra való portolásához.                      |
| Car Combat / Thunder Rally (munkacímek) | Vehicular combat game | GameCube     | Eredetileg úgy mutatták be a Nintendónak, mint keveréke a „QuakeWorldnek, a Twisted Metal 2-nak és a Mario Kart 64-nak, a Mad Max és a Street Fighter 2 árnyaival”. Annak ellenére, hogy ennek a projektnek volt a legtöbb haladása, az NFL Retro Footballal együtt el lett kaszálva 2001 februárjában. A fejlesztőcsapat két tagja a programozó David „Zoid” Kirsch és a modellező Rick Kohler csatlakozott a Metroid Prime projekthez. |
| Raven Blade                             | Szerepjáték           | GameCube     | A játékot a 2001-es E3-on mutatták be, de a produkciót technikai problémák gyötörték és a játékot végül 2001 júliusában kaszálták el, hogy a Retro a Metroid Prime-ra összpontosíthasson. Kilenc tagja a fejlesztői csapatnak csatlakozott a Prime-hoz. |

## Fordítás
- Ez a szócikk részben vagy egészben  a   Retro_Studios című angol Wikipédia-szócikk fordításán alapul.  Az eredeti cikk szerkesztőit annak laptörténete sorolja fel. Ez a jelzés csupán a megfogalmazás eredetét és a szerzői jogokat jelzi, nem szolgál a cikkben szereplő információk forrásmegjelöléseként.